# G.50戰鬥機
G.50箭式(意文:Freccia)戰鬥機是意大利最初研發的全鋁合金製單翼戰鬥機，有著可收放式起落架，原本採用可开闭座艙蓋但由於飛行員的反對而把座艙蓋拆除而變成開放式駕駛艙，原型機於1937年在比薩試飛成功，其外表和另一款同時代的意大利戰鬥機MC.200很相似，就連發動機的型號也相同。由于意大利军方过于信任风冷径向发动机，也导致后期不得不补充德国DB.601发动机，甚至花高价购买生产许可。

## 基本資料
- 乘員:1人
- 機長:8.01米
- 翼展:10.99米
- 翼面積:18.25平方米
- 機高:3.28米
- 空重:1,963公斤
- 最重:2,404公斤
- 最快速度:470公里/小時
- 航程:445公里
- 昇限:10,700米
- 發動機:飛雅特A74RC38風冷式發動機(870匹馬力)
- 武裝:2挺12.7毫米口徑SAFAT機槍

## 主要型號
- G.50

基本型
- G.50bis

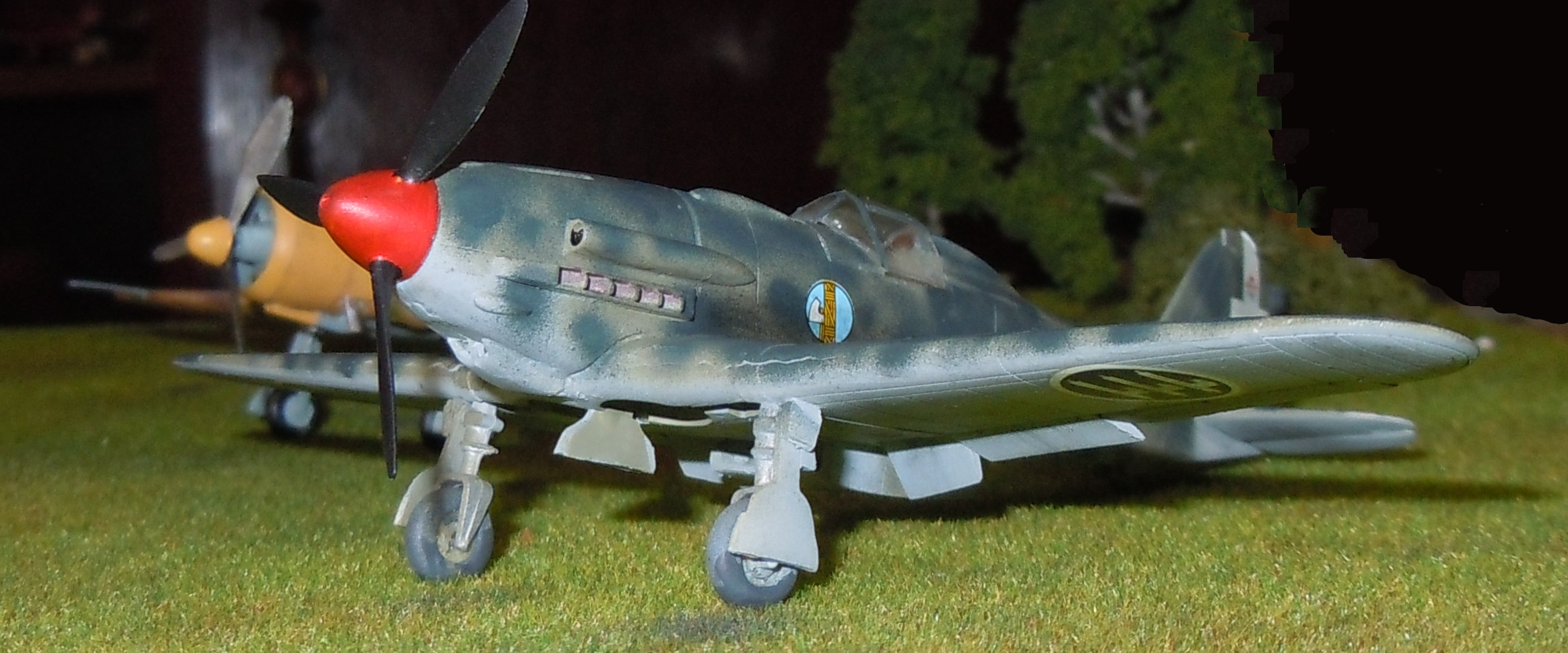
G.50V

增加內載燃料量和加大垂直尾翼面積，發動機加上濾沙器以適應北非沙漠
- G.50B

雙座教練機型
- G.50ter

換裝A76發動機，最快時速達530公里/小時但祇有1架
- G.50V

換裝德製DB601水冷式發動機但無投產
- G.50bis A/N

海軍雙座艦載攻擊機型，但由於意大利航空母艦遲遲未能使用而作廢

## 實戰

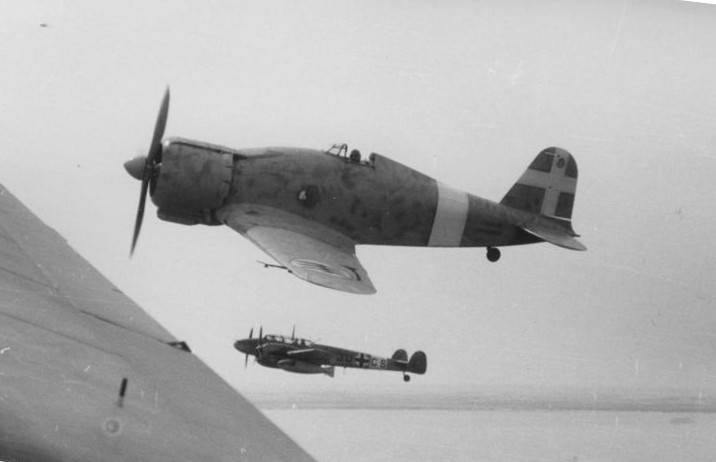
和德國空軍並肩作戰的G.50

1939年12架G.50抵達西班牙，原本想參與西班牙內戰但因不久後佛朗哥將軍已在內戰中勝出，故G.50並未參戰，1940年6月10日，意大利對英法宣戰，意軍G.50在法國南部和法軍戰機交戰，戰果並不遜色，之後G.50進駐比利時與法國境內機場，和德國空軍一起參與不列顛空戰，到該年年底由於到了冬天，G.50採用開放式駕駛艙而因此無暖氣，飛行員難以在高空抵受寒冷，故祇在荷比盧三國作低飛巡邏，到1941年全部撒回意大利。
1940年10月28日開始，意軍G.50參加攻打希臘但遇上英軍的颶風式，G.50唯有改為對地攻擊而不再打空戰，1941年4月，G.50來到北非利比亞，同樣大多掛上炸彈執行對地攻擊任務，因為在空戰中，G.50雖有不錯轉彎能力但速度慢，火力也不足以擊落有裝甲保護的敵機，故即使遇上已算落伍機種的颶風式都陷入苦戰，1942年10月的阿拉曼戰役時祇下43架G.50，北非之戰後，意軍G.50退入西西里島，在後來的西西里島戰役時面對盟軍強大海空戰力，已完全落伍的G.50難以有任何作為。
G.50也有35架外銷芬蘭，參與了對蘇聯紅軍的冬季戰爭和繼續戰爭。

## 使用國家

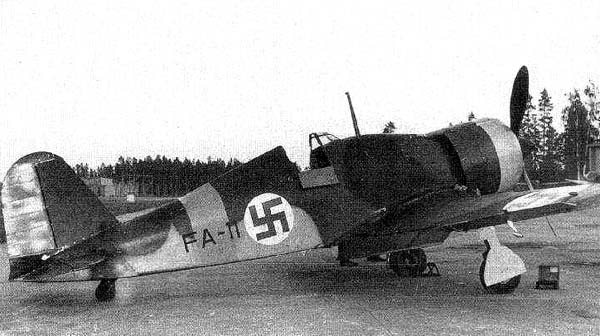
芬蘭空軍的G.50

- 義大利
- 納粹德國
- 芬兰
- 西班牙
- 南斯拉夫